# Bilaspur (Gautam Buddha Nagar)
Bilaspur è una suddivisione dell'India, classificata come nagar panchayat, di 7.478 abitanti, situata nel distretto di Gautam Buddha Nagar, nello stato federato dell'Uttar Pradesh. In base al numero di abitanti la città rientra nella classe V (da 5.000 a 9.999 persone).

## Geografia fisica
La città è situata a 28° 24' 20 N e 77° 37' 36 E.

## Società

### Evoluzione demografica
Al censimento del 2001 la popolazione di Bilaspur assommava a 7.478 persone, delle quali 3.982 maschi e 3.496 femmine. I bambini di età inferiore o uguale ai sei anni assommavano a 1.319, dei quali 730 maschi e 589 femmine. Infine, coloro che erano in grado di saper almeno leggere e scrivere erano 3.640, dei quali 2.304 maschi e 1.336 femmine.